# Offside (film)
Offside är en svensk dramakomedifilm från 2006 i regi av Mårten Klingberg med Jonas Karlsson, Ingvar Hirdwall, Göran Ragnerstam med flera i rollerna.

## Handling
Åsa bor i Stenfors med Anders men är inte nöjd då hon jobbar deltid och inte har något socialt umgänge och tycker att hon inte har någonting, en situation hon befunnit sig i under 2 års tid. Anders däremot har det genom fotbollslaget Stenfors BK, som dock ligger långt ned i seriesystemet och kommer läggas ned om de åker ur i år, där han är en av spelarna, samtidigt som han extraknäcker för att få pengarna att räcka. Åsa vill flytta till Göteborg där heltidsjobben finns, men Anders vill stanna i Stenfors, en motsättning som skapar spänningar i relationen. Anders vilja att stanna stärks när den legendariske men numera avdankade och alkoholiserade fotbollsspelaren Duncan Miller lockas till laget för att rädda lagets existens. På ett samtal med en familjeterapeut uttrycker Åsa sin önskan om att hon och dottern Sara skall få mer plats i hans liv, men Anders vidhåller att han gör allting han kan göra. Genom nyförvärv (bland annat från damlaget) och Duncan i rodret som tränare lyckas laget undvika nedflyttning och säkra sin fortsatta existens, men Anders väljer ändå till slut att godta Åsas önskan att flytta efter att han tvingats sälja TV:n för att köpa födelsedagspresenter, och de flyttar till Göteborg tillsammans med Sara som dessutom har en kamrat som går på en dans där.

## Om filmen
Filmen spelades huvudsakligen in i Billingsfors. Mårten Klingberg stod för regin och detta var hans första långfilm. Orten, fotbollslaget och Duncan Miller är alla fiktiva.

## Skådespelare (i urval)
- Jonas Karlsson - Anders
- Anja Lundqvist - Åsa
- Maria Hazell - Sara
- Ingvar Hirdwall - Boston
- Brendan Coyle - Duncan Miller
- Göran Ragnerstam - Kent
- Torkel Petersson - Tommy
- Mats Blomgren - Fredrik
- Björn Bengtsson - Peter
- Saga Gärde - Lisa
- Georgi Staykov - Branko
- Miran Kader Kamala - AJ
- Anders Lönnbro - "Planket"
- Tina Nordlund - Annika
- Magnus Carlson - sig själv
- Ian Rush - sig själv
- Karin Knutsson - Monika, familjeterapeuten